# Llac Victòria
El llac Victòria o Victoria Nyanza (també conegut com a llac Ukéréoué, Ukerewe o Nalubaale),2019 forma part dels grans llacs africans. Està situat a l'est d'Àfrica, al cor d'una zona densament poblada que limita amb Kenya, Uganda, la República Democràtica del Congo i Tanzània. Està ubicat en una depressió flanquejada per les dues branques de la gran vall del Rift. Al llac, s'hi troben algunes illes, la majoria deshabitades. El primer europeu a descobrir-lo va ser l'explorador britànic John Hanning Speke, que va arribar a veure'l l'any 1858, i li va posar aquest nom en honor de la reina Victòria d'Anglaterra.

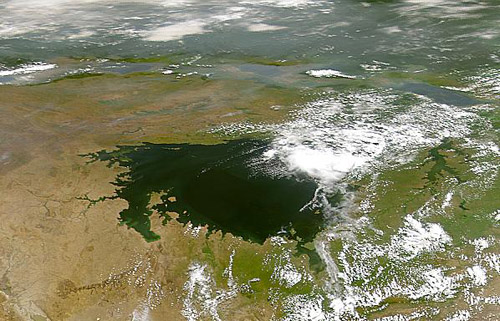
Vista aèria del llac Victòria

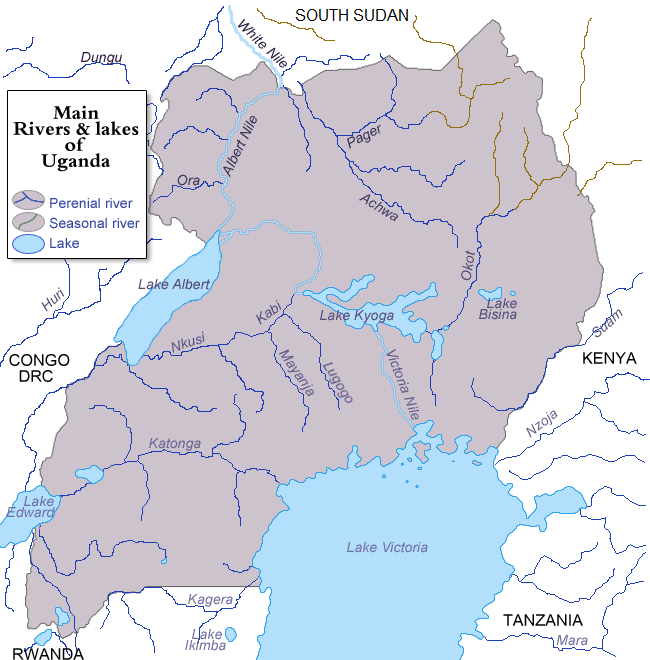
Rius i llacs d'Uganda

És el llac més gran d'Àfrica i el quart en tot el món en termes de superfície, amb uns 68.100 km²; també és el llac tropical més gran del món en superfície, i el setè en volum d'aigua. Les seves aigües són alimentades per nombrosos corrents d'aigua, entre els quals destaca el riu Kagera. És la font del Nil Blanc que, a la vegada, és el major afluent del Nil; el Nil Blanc és l'únic riu que surt del llac i ho fa a Jinja (Uganda), a la riba nord del llac.
Està travessat per la línia de l'equador. El llac Victòria té una gran diversitat de fauna i flora tropical, una gran biodiversitat, però que es veu amenaçada per la sobreexplotació dels recursos naturals i la destrucció del medi ambient. És el llac més important en relació amb l'activitat pesquera en aigües interiors d'Àfrica.

## Topografia

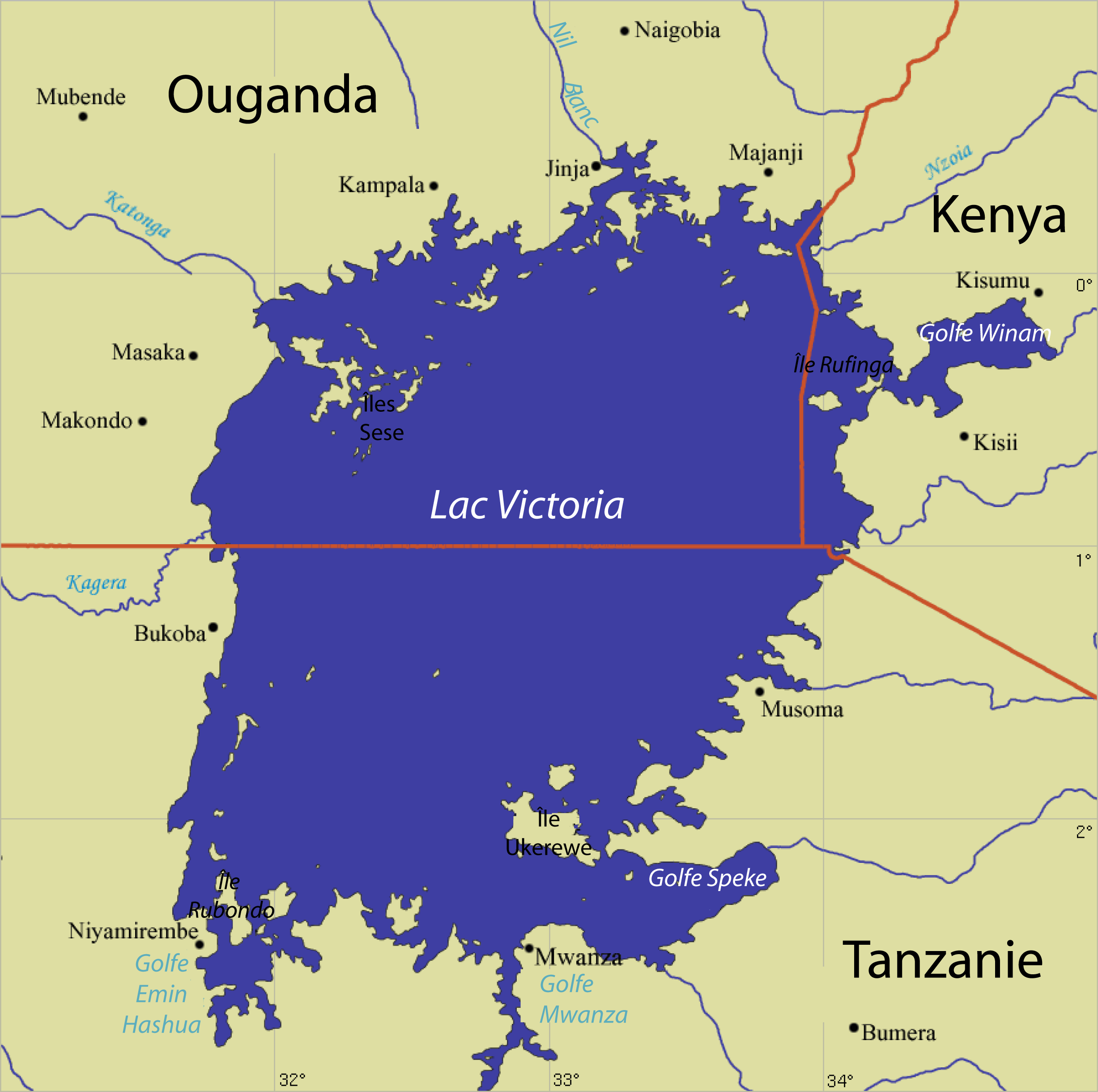
El llac Victòria, a la frontera de tres països

El llac Victòria es troba a l'Àfrica oriental, al cor dels grans llacs d'Àfrica. Cap a la zona nord està travessat pel paral·lel de l'equador; per tant, al llarg de l'any té una durada del dia i la nit relativament constant. Els estats riberencs són: al nord-est Kenya, al nord i al nord-oest Uganda, i al sud Tanzània. Té poca fondària, amb una mitjana de 40 metres, i amb 83 metres en la seva profunditat màxima. Està situat a 1.133 metres d'altitud. El llac ocupa una depressió formada pels moviments tectònics i flanquejat per les dues branques de la gran vall del Rift que es van formar fa quatre milions d'anys.
El llac Victòria ocupa una àrea de 122 km², amb 320 quilòmetres de longitud (de nord a sud), i 275 quilòmetres d'ample (est-oest), força variable, i 2.200 quilòmetres de perímetre. Té una forma aproximadament rectangular. El llac té una vora retallada que forma un gran nombre de penínsules, badies, caps i més de 3.000 illes, la major part deshabitades. El llac té un litoral d'uns 4.828 quilòmetres, amb algunes illes que constitueixen el 3,7% d'aquesta longitud, litoral que està repartit entre els tres països: Kenya (un 6% que correspon a 4.100 km² de costa), Uganda (45% amb 31.000 km²) i Tanzània (49% amb 33.700 km²).

## Geologia

El llac Victòria entre els dos vessants de la gran vall del Rift

Fa quatre milions d'anys, a l'Àfrica oriental, es va començar a desenvolupar la gran vall del Rift en virtut de les falles normals que van formar els horsts i els corresponents grabens que quedaren disposats en dos eixos paral·lels. Durant el Precambrià, la lleugera elevació de les vores de l'esquerda va causar la formació d'una marcada depressió, amb terrenys erosionats. Ara fa entre uns 750.000 i uns 400.000 anys, alguns rius capturats per la conca van començar a omplir-la i van donar llum al que seria el llac Victòria. Per tant, geològicament, el llac és relativament jove –prop de 400.000 anys– i es formà quan els rius que flueixen cap a l'oest foren retinguts per un bloc de l'escorça terrestre.
La poca profunditat del llac, una arribada d'aigua de riu limitada i la seva alta relació entre superfície i volum el fan vulnerable al canvi climàtic. Durant la seva història geològica, el llac ha passat per successius canvis que van des de la seva actual situació, a una fase en què podrien haver existit una sèrie de llacs molt més petits. L'extracció de mostres en sediments geològics de la part inferior mostren que el llac Victòria s'ha assecat per complet almenys en tres ocasions des que es va formar. Aquests cicles d'assecament estan relacionats, probablement, amb les glaciacions passades, que són els períodes en què les precipitacions van disminuir de manera global. El final d'assecatge del llac es remunta a uns 17.300 anys, i es va tornar a omplir fa uns 14.700 anys.
Aquesta història geològica, probablement, va contribuir a la gran especiació dels cíclids que caracteritza l'ecologia d'aquest llac, així com la dels altres grans llacs d'Àfrica. Hi ha investigadors que refuten aquestes afirmacions, argumentant que quan el llac Victòria es trobava en el seu nivell més baix, ara fa entre 18.000 i 14.000 anys, s'assecà almenys una vegada durant aquest temps, i no hi ha proves d'estanys o pantans romanents persistents dins la conca dessecada. Si existissin aquestes concentracions d'aigua, llavors haurien sigut petites, superficials, tèrboles i/o massa salines i, per tant, amb unes característiques molt diferents a les actuals, característiques a les quals les espècies estan adaptades avui en dia.

## Clima i hidrologia

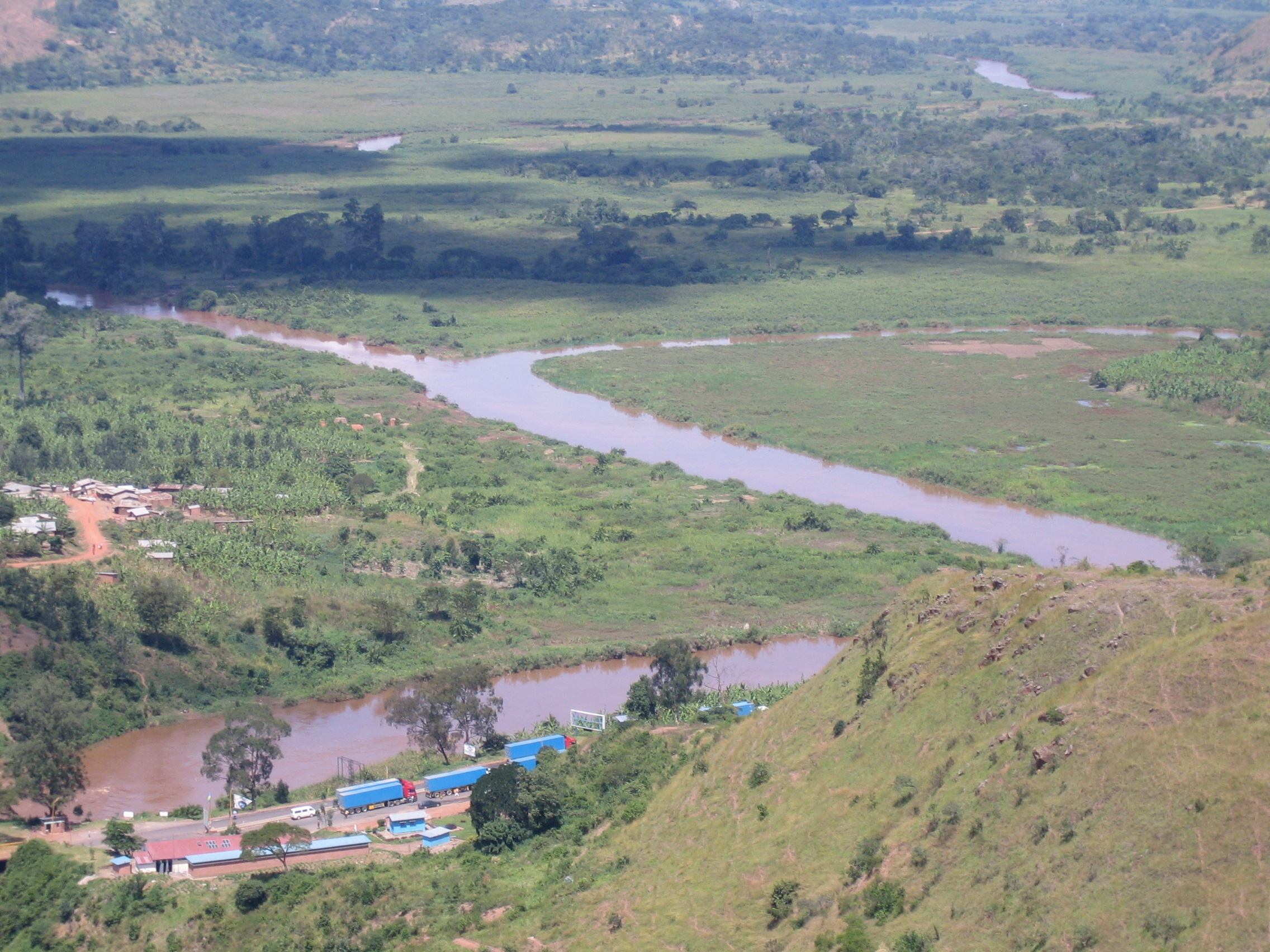
El riu Kagera, un afluent que desemboca en el llac Victòria

El llac Victòria està situat en un entorn de clima tropical amb temperatures que oscil·len entre els 16 °C i els 27 °C. De maig a juliol, al sud, els vents causen el desplaçament de l'aigua cap al nord. Les precipitacions es distribueixen al llarg de l'any, però destaquen dues èpoques que són més humides: la d'abril i la de setembre i octubre. La precipitació anual mitjana és d'uns 1.450 mil·límetres.
L'àrea de captació d'aigua correspon a la conca hidrogràfica d'una dotzena de rius que desemboquen al llac, com el Kagera, la majoria procedents de Tanzània, Burundi i Ruanda. Al sector de Kenya, els principals rius afluents són: Sió, Nzoia, Yala, Nyando, Sondu Miriu, Mogusi i Migori. Combinats, aquests rius d'aigua contribueixen molt més a l'aigua del llac que ho fa el més gran, el Kagera, que entra al llac per l'oest.
L'únic riu que surt del llac és el Nil Blanc (Bahr-al-Abiad). A la desembocadura del llac Victòria, aquest riu flueix cap al nord fins a submergir-se en el llac Kyoga, el llac Albert i el riu Nil. La part del Nil Blanc entre el llac Victòria i el llac Kyoga també es diu Nil Victòria i va aparèixer entre uns 12.000 i uns 14.000 anys aC. El cabal varia molt d'una temporada a una altra, proporcionant menys del 20% de les aigües del llac; la resta prové de les precipitacions de pluja i rep gairebé un 80% de la seva aigua en forma de precipitació directa. Les pèrdues es deuen no sols a la sortida d'aigua del Nil Blanc, sinó també de l'evaporació, que depèn de la temporada climàtica i el vent. L'evaporació mitjana al llac és d'entre 2.000-2.200 mil·límetres per any, gairebé el doble de la precipitació de les zones riberenques.

Variacions en el nivell del llac Victòria mesurat a Jinja

Fins a la dècada del 1960, el llac Victòria mostrà uns nivells d'aigua bastant equilibrats, i no va patir canvis significatius. El 1962, el nivell va presentar un gran augment a conseqüència de fortes pluges i es va mantenir posteriorment, encara que amb una lleugera disminució. A partir del 2004, un canvi significatiu va començar amb una disminució en el nivell del llac de dos metres en dos anys. La causa d'aquesta disminució és la manca de pluges, que també actua directament sobre el llac i en les contribucions dels afluents.
El llac presenta unes condicions eutròfiques. Els anys 1990 i 1991, les concentracions d'oxigen en els nivells de barreja van ser més grans que la detectada en el període 1960-1961, amb gairebé una sobresaturació d'oxigen contínua a les aigües superficials. Les concentracions d'oxigen a les aigües hipolimnètiques (és a dir, la capa d'aigua que es troba sota de la termoclina, sense circulació, i que es manté sempre freda) van ser més baixes en el període 1990-1991, per a un període més llarg, que el 1960-1961, amb valors en mg <1 per litre que ocorren en aigua poc profunda de 40 m en comparació amb una incidència més superficial de> 50 m el 1961. Els canvis en l'oxigenació es consideren compatibles amb els mesuraments de la biomassa d'algues superiors i de la productivitat. Aquests canvis han sorgit per diversos motius: la crema successiva dins la seva conca, el sutge i cendra de la qual que ha estat dipositat en una àmplia zona del llac, l'augment dels fluxos de nutrients a través dels rius, i l'augment de la contaminació a causa dels assentaments al llarg de la seva costa.

## Fauna
Fa 14.000 anys, quan s'omplí el llac d'aigua, la fauna aquàtica dels rius colonitzà el llac Victòria. De sobte, el fet de tenir accés a un hàbitat verge provocà un increment de la diversitat de les espècies, que ocuparen tots els nínxols ecològics. Així va sorgir, d'acord amb la teoria actual, les nombroses espècies endèmiques d'Haplochromis. Després de la introducció de la perca del Nil, l'eutrofització de l'aigua i la invasió pel jacint d'aigua, aquesta biodiversitat ha disminuït. Sembla que alguns Haplochromis han començat a adaptar-se a aquestes noves condicions, amb canvis en els seus hàbits alimentaris.

### Mamífers

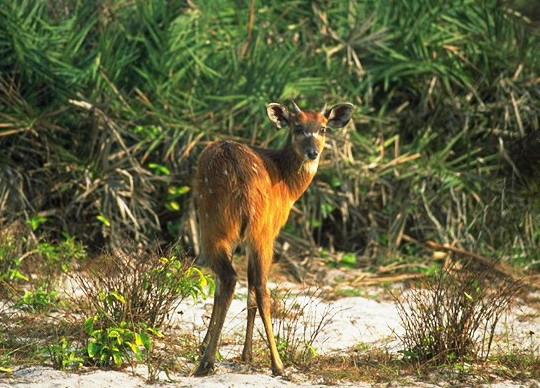
Antílop sitatunga

En els pantans de papirs, l'antílop sitatunga (Tragelaphus spekei), amb les peülles llargues i adaptades a caminar en terreny pantanós, encara pot ser observat, encara que són poc freqüents. Un altre antílop, el redunca comú (Redunca redunca) també es pot trobar a les ribes del llac.
Pel que fa als mamífers més adaptats a la vida aquàtica, l'hipopòtam (Hippopotamus amphibius) i Aonyx capensis, un tipus de llúdria sense urpes, hi són comuns. En algunes zones més seques, hi ha l'impala (Aepyceros melampus), que és semblant a una gasela o a un antílop.

### Aus

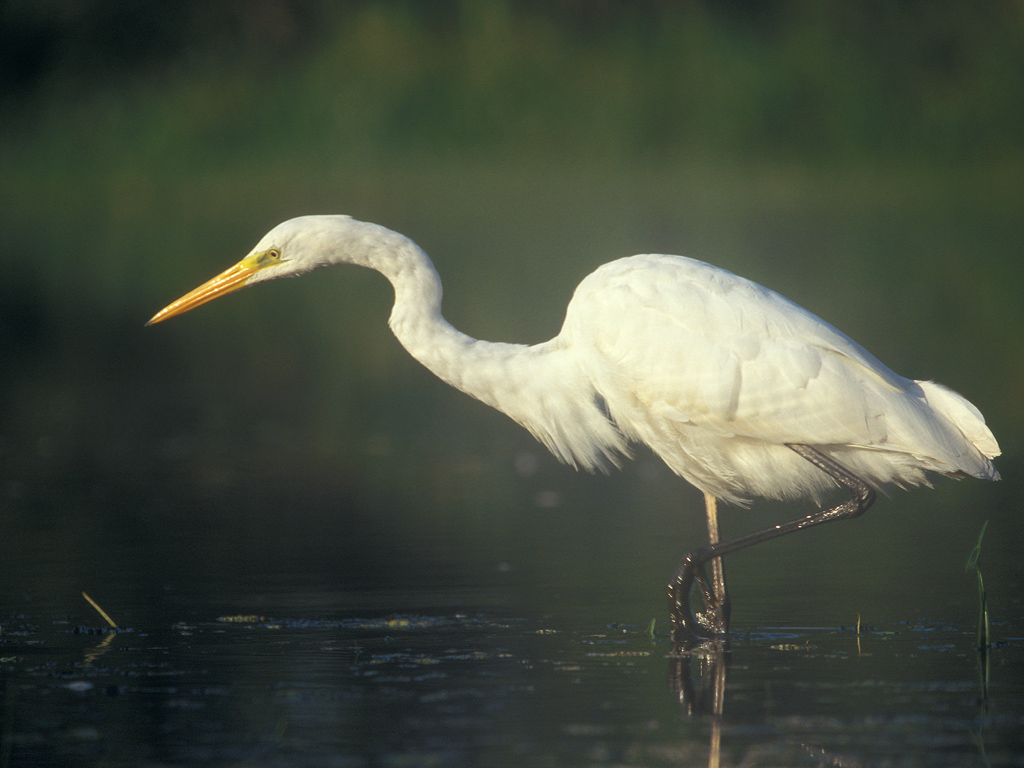
Gran martinet

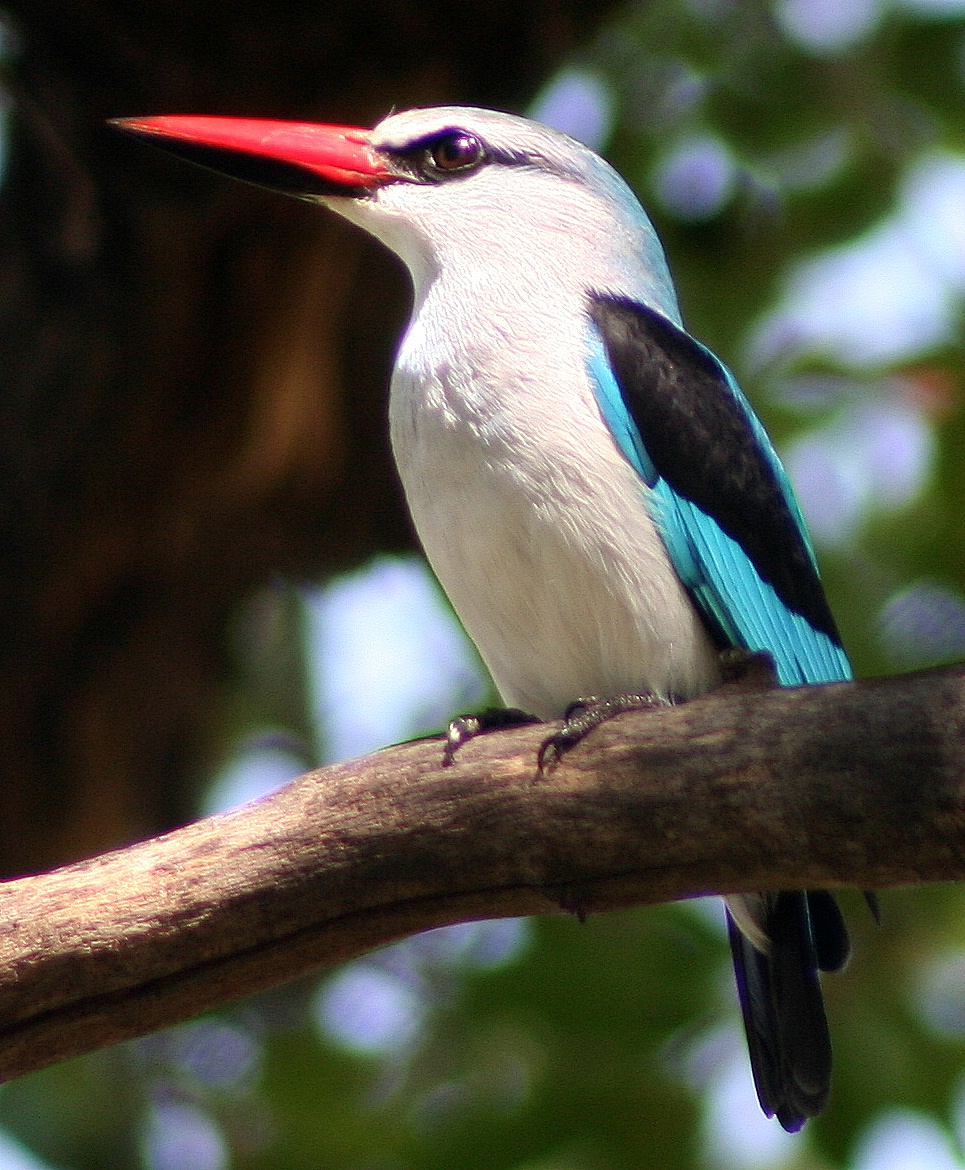
Martí caçador del Senegal

El llac Victòria és un lloc de pas de moltes aus migratòries i també hi viuen un gran nombre d'espècies residents.
En el dens pantà, molts animals troben aliment i refugi. Aquí és on viu el bec d'esclop (Balaeniceps rex), que s'alimenta de peixos, granotes, tortugues joves, que actualment està classificat com a espècie vulnerable. Hi ha també les aus típiques de les zones humides, com la cadernera (Cisticola carruthersi), la boscarla (Acrocephalus rufescens), el papamosques (Muscicapa aquatica), els megalúrids (Bradypterus carpalis) i espècies amenaçades com el tallarol (Chloropeta gracilirostris) i el Laniarius mufumbiri.
A l'aigua lliure, s'hi pot trobar el camesllargues (Himantopus himantopus) i cormorans (gran corb, Phalacrocorax carbo, corb africà, Phalacrocorax africanus) i diversos agrons (el martinet ros, Ardeola idea, i el martinet gran). La gavina capgrisa (Larus cirrocephalus) i el xatrac (Sterna nilotica) es reuniran sovint en zones d'aigües obertes més de la costa.
A la sabana d'arbres que envolten el llac, es pot observar l'alció senegalès (Halcyon senegalensis), i el colorit d'aus que pertanyen a la mateixa família com el blauet. Prop de la vora, a vegades es pot veure el torlit aquàtic (Burhinus vermiculatus) o el líbid (Lybius guifsobalito), ocell negre amb gola vermella, o diverses suimanga, aus nectarívores. Els accipítrids (Kaupifalco monogrammicus), rapinyaires, llangardaixos, serps, petits mamífers i aus joves, són sovint vists en aquest biòtop.

### Rèptils i amfibis

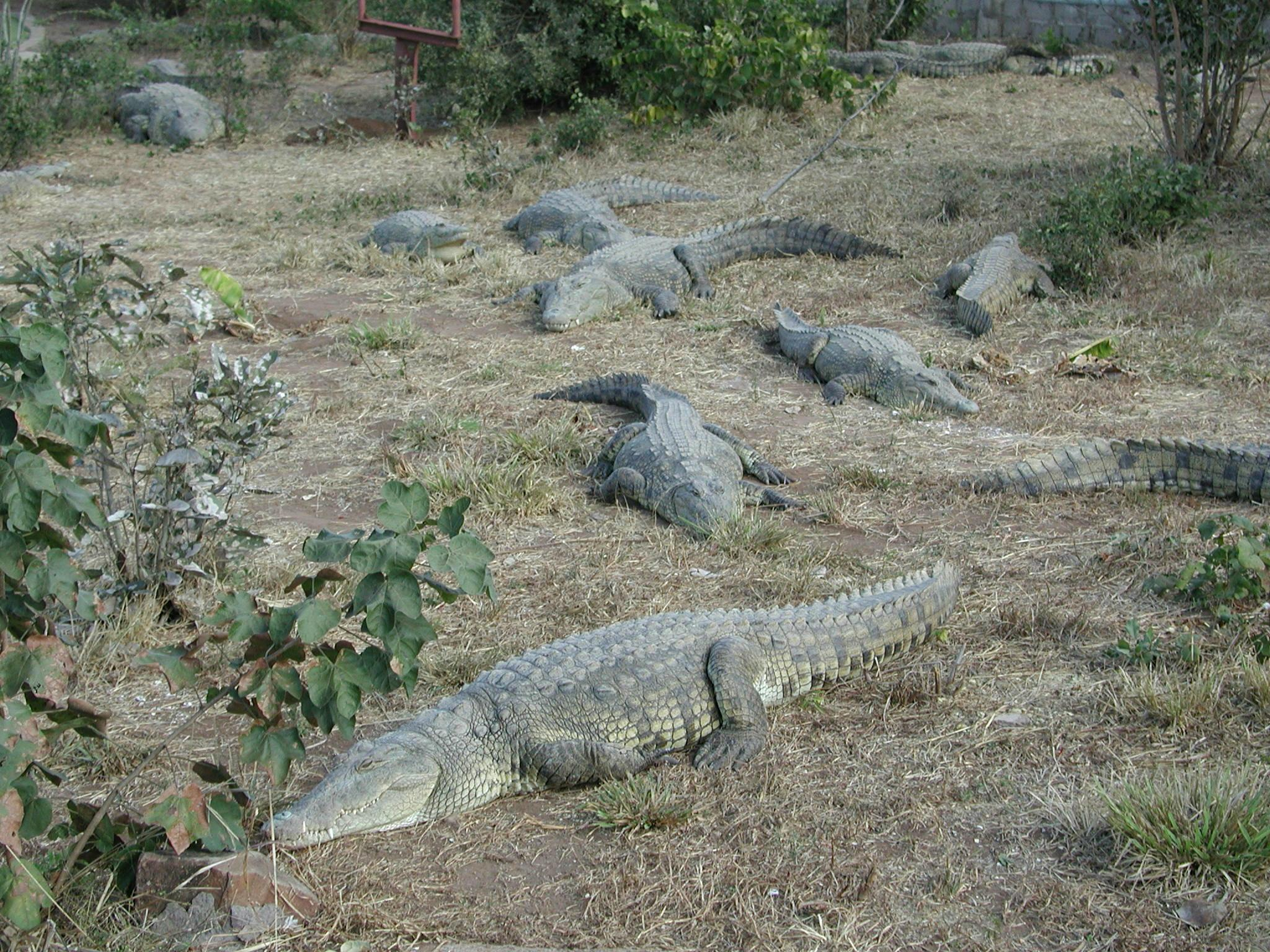
Cocodril del Nil

El cocodril del Nil (Crocodylus niloticus) gairebé ha desaparegut d'aquesta regió d'Àfrica. Es tracta d'una víctima de la caça que té com a objectiu obtenir-ne la pell. S'alimenten de preses vives, com aus, llangardaixos, tortugues, insectes, crustacis, mol·luscs i amfibis. Al llac Victòria, la posta d'ous ocorre des de la fi de desembre i al gener, a l'estació seca, quan els nivells d'aigua baixen. Els ous són dipositats a la sorra on s'incuben durant tres mesos. El llac és la llar de diverses espècies de tortugues d'aigua dolça endèmiques, com Pelusios williamsi o Emydura victoriae. El seguiment dels llangardaixos del Nil (Varanus niloticus), que pateixen la depredació per part dels cocodrils, no dubten a saquejar el niu dels cocodrils i alimentar-se dels seus ous. En aquestes àrees també viuen diversos amfibis, incloent-hi una espècie endèmica, Xenopus victoriae.

### Peixos

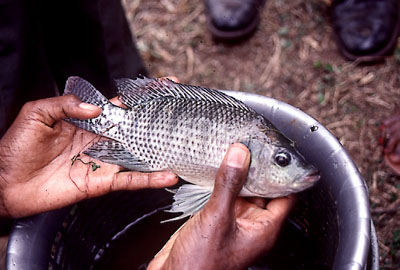
La tilàpia del Nil, una espècie introduïda

Al llac Victòria hi ha més de 500 espècies endèmiques de peixos, incloses 300 que pertanyen al gènere Haplochromis i dues espècies endèmiques del gènere Oreochromis tilàpia: Oreochromis esculentus i Oreochromis variabilis. Al llac Victòria, Haplochromis inclou diverses espècies, i també diversos tipus.
La perca del Nil (Lates niloticus) i la tilàpia del Nil (Oreochromis niloticus) es van introduir en el llac pels éssers humans.
Hi ha també una espècie de peix pulmonat ratllat africà (Protopterus aethiopicus). Regularment, estan obligats a sortir a respirar a la superfície.
Des de la introducció de la perca del Nil a la dècada de 1950 per colons britànics, més de 200 espècies endèmiques d'Haplochromis i també Oreochromis esculentus han desaparegut i moltes espècies es troben amenaçades com el peix pulmonat, que sembla que, fins i tot, està en perill d'extinció.

### Insectes

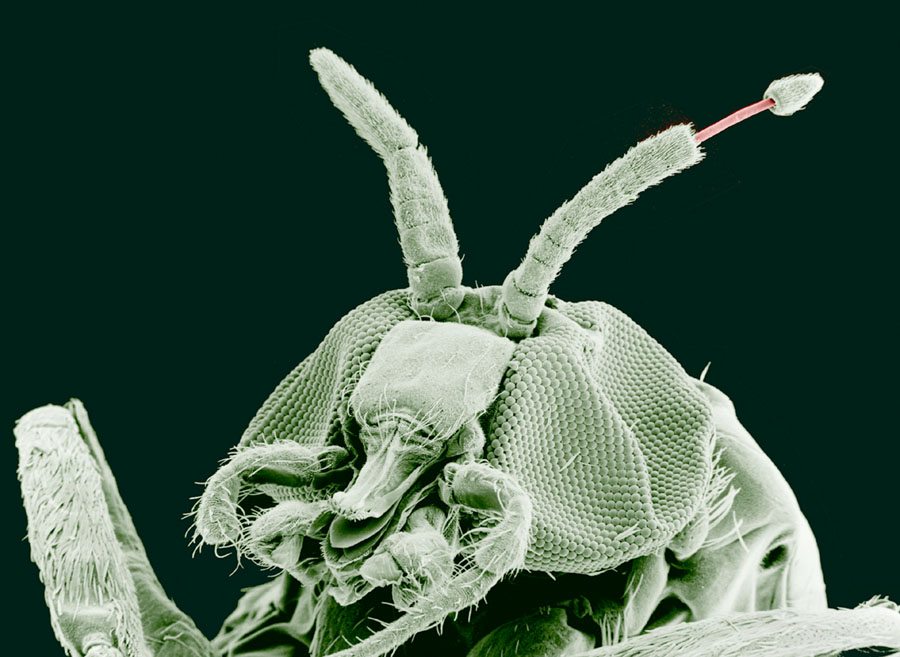
Cap de simúlid amb una mosca paràsita, Onchocerca volvulus, emergent a l'antena l'esquerra

Les aigües del llac Victòria són colonitzades per insectes aquàtics, els notonectes entre d'altres, i moltes larves d'insectes. Periòdicament, apareixen sobre les aigües del llac veritables núvols d'insectes. Aquests es formen quan les nimfes d'algunes espècies (Trichoptera, Chaoborus, Simuliidae, efímera, Odonata, chironomes, mosquits, etc.) es transformen en adults i alcen el vol. La majoria són inofensius, però poden ser molestos per als habitants del voltant.
Alguns mosquits poden transmetre malalties com la malària, la febre chikungunya i la febre groga. A la vora, les reunions periòdiques d'animals atrauen la mosca tse-tse, que pot transmetre la malaltia de la són, que és responsable dels tripanosomes (protozous). Les mosques també poden transmetre la malaltia causada per un paràsit nematode (oncocercosi, la filariosi).

### Altres artròpodes

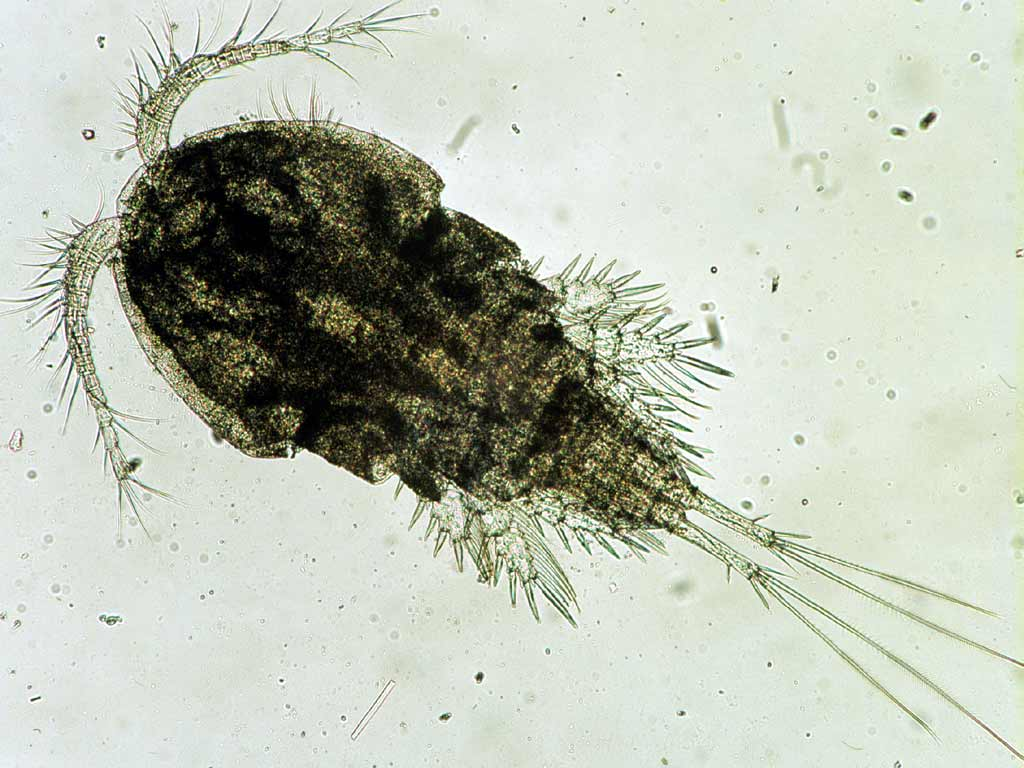
Copèpode del gènere Cyclops

Els crustacis són habituals al llac Victòria. Hi ha moltes espècies de copèpodes (Cyclops, Diaptomus, etc.), d'ostracodes i cladòcers (Dafni, Bosmina, Leptodora, Chydorus, entre d'altres).
Sembla que hi ha hagut un canvi dràstic en la proporció d'espècies de crustacis que formen el zooplàncton al llac Victòria en el segle xx. Espècies de copèpodes de l'ordre Cyclopoida augmentaren un 8% a 97% de la biomassa entre 1927 i 1990, mentre que els copèpodes de l'ordre Calanoida (per exemple, Diaptomus) i cladòcers va disminuir en un 50 i un 40% el 1927 fins al 2 i l'1% el 1990. Aquest canvi pot ser degut més a l'eutrofització que a la depredació de la fauna del llac.
També hi ha dues espècies endèmiques de la regió superior de crustacis: gambeta (Caridina nilotica) i cranc (Potamonautes niloticus).

### Altres invertebrats
També hi ha nombrosos mariscs, amb 126 espècies i subespècies al llac, algunes dels quals són endèmiques: cargols (Pila ovata, Bellamy únicolor, Biomphalaria glabrata, Melanoides tuberculatus) i lamelibranquis (Pisidium, Mutel, Coelatura i Sphaerium).
Al llac Victòria, també hi viuen certes espècies de cucs, oligoquets i les sangoneres (com Alma emini) i rotífers (gèneres Brachionux i Anuraenopsis). Una medusa d'aigua dolça endèmica és Limnocnida victoriae, que també és present a les zones costaneres, i esponges com Spongilla nitens, que es troba en hàbitats rocosos.

## Flora

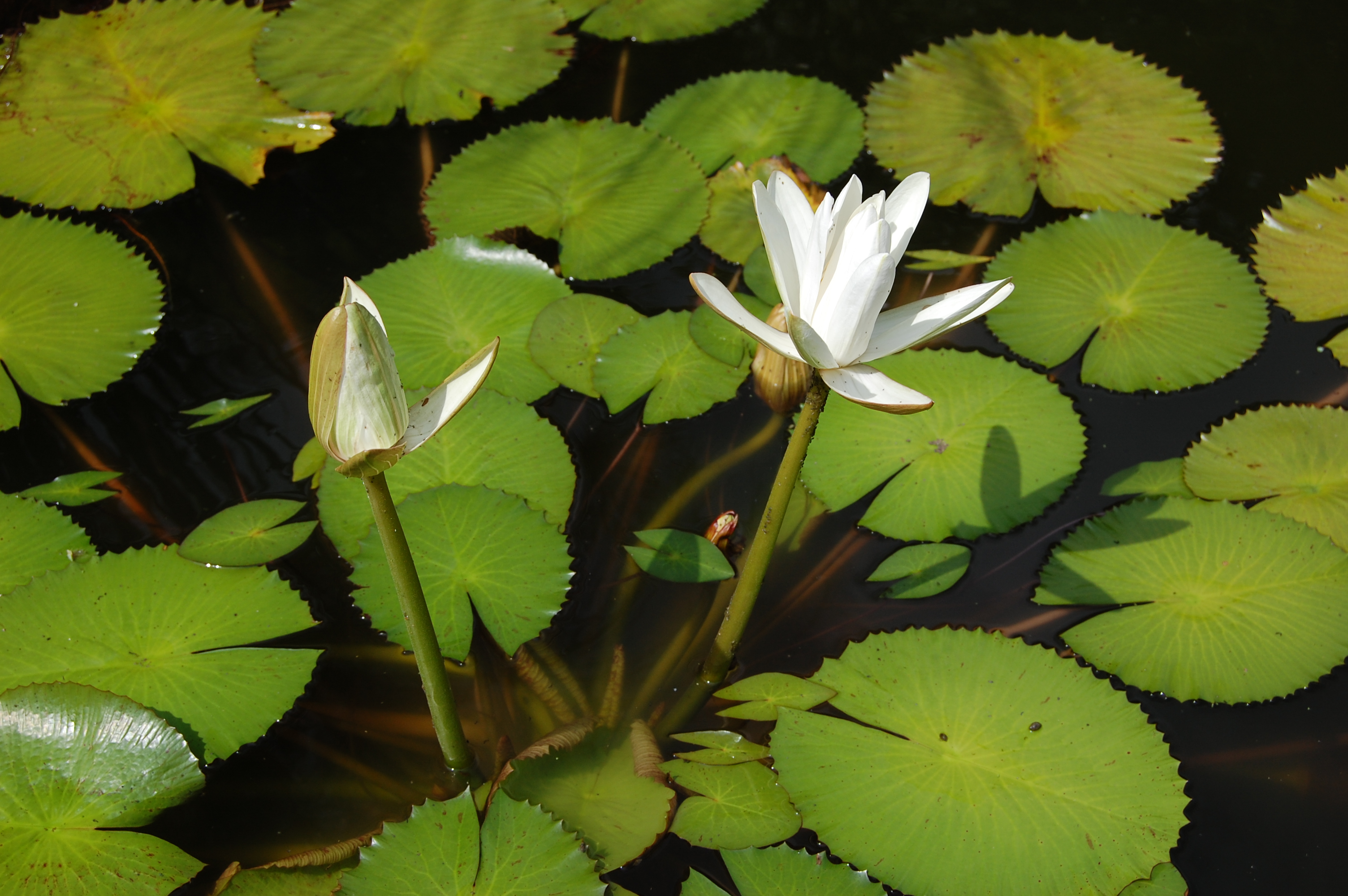
Nymphaea lotus, també conegut com a lotus egipci o lotus blanc

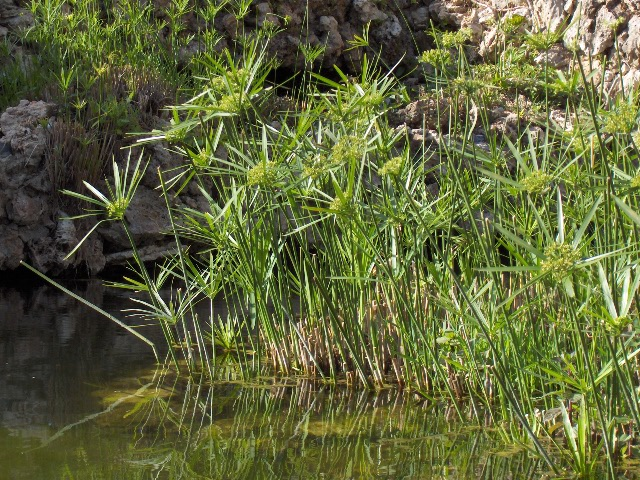
Cyperus papyrus, el papir

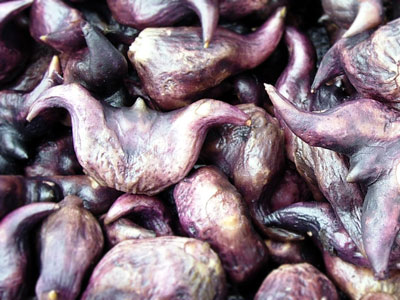
Llavors bullides de Trapa natans, les castanyes d'aigua

El llac Victòria està ocupat actualment per boscos intercalats amb grans zones de conreu. Al nord s'estenia un gran bosc, però en ampliar-se la conca del riu Congo, gairebé ha desaparegut.
A les àrees pantanoses hi ha diferents espècies de Poaceae (Miscanthus violaceus, Leersia hexandra) i Sphagnum (gènere Sphagnum), un Melastomataceae (Dissotis brazzaei) tipus de Totoro i joncs Phragmites (gènere Typha), potamogèton (Potamogeton) i nenúfars (Nymphaea caerulea, Nymphaea lotus).
Al llarg dels bancs, lluny de les ones, s'alça una gran vegetació que penetra a les desembocadures d'alguns afluents. Entre aquestes, trobem plantes com el papir (Cyperus papir), que fa de quatre a cinc metres d'alçada. El papir que va ocupar grans extensions al llarg del Nil, ara fa uns pocs milers d'anys, actualment es troba fonamentalment al Sudan meridional i al voltant del llac Victòria, on s'estén per grans àrees. També es poden trobar, a les mateixes zones, falgueres (Cyclosorus interruptus var. Striatus), el ficus (Ficus verruculosa) i plantes de la família Limnophyton (Limnophyton obtusifolium).
A les zones d'aigües tranquil·les, hi ha plantes aquàtiques com les del gènere Utricularia i les de la família Hydrocharitaceae (Hydrilla verticillata, i les del gènere Vallisneria), la castanya d'aigua (Trapa natans), el fruit de la qual és comestible, una poàcia (Vossia cuspidata), anomenada herba d'hipopòtam, i les plantes del gènere Ceratophyllum. Totes ajuden a crear hàbitats per a molts animals petits. La pistia o enciam d'aigua (Pistia stratiotes) sembla haver desaparegut a causa de la proliferació d'una altra planta, el jacint d'aigua (Eichornia crassipes).

## Ecologia

### Eutrofització
El llac se sotmet al fenomen de l'eutrofització, d'origen humà. Per exemple, l'índex de fòsfor s'ha duplicat durant el segle xx. Aquest augment es deu en gran part a l'alliberament de residus de la perca del Nil, sobre les vores del llac, i a l'excés de població (tant humana com d'animals) i la desforestació. Aquest és, sens dubte, la font de l'explosió demogràfica dels bacteris del tipus de cianobacteris. La població ha augmentat set vegades des de mitjans del decenni de 1960. Aquests bacteris van començar a formar grans extensions a la superfície del llac a la dècada de 1980 i poden causar la mort dels peixos pel consum d'oxigen en la seva descomposició.

### Les inundacions pel jacint d'aigua

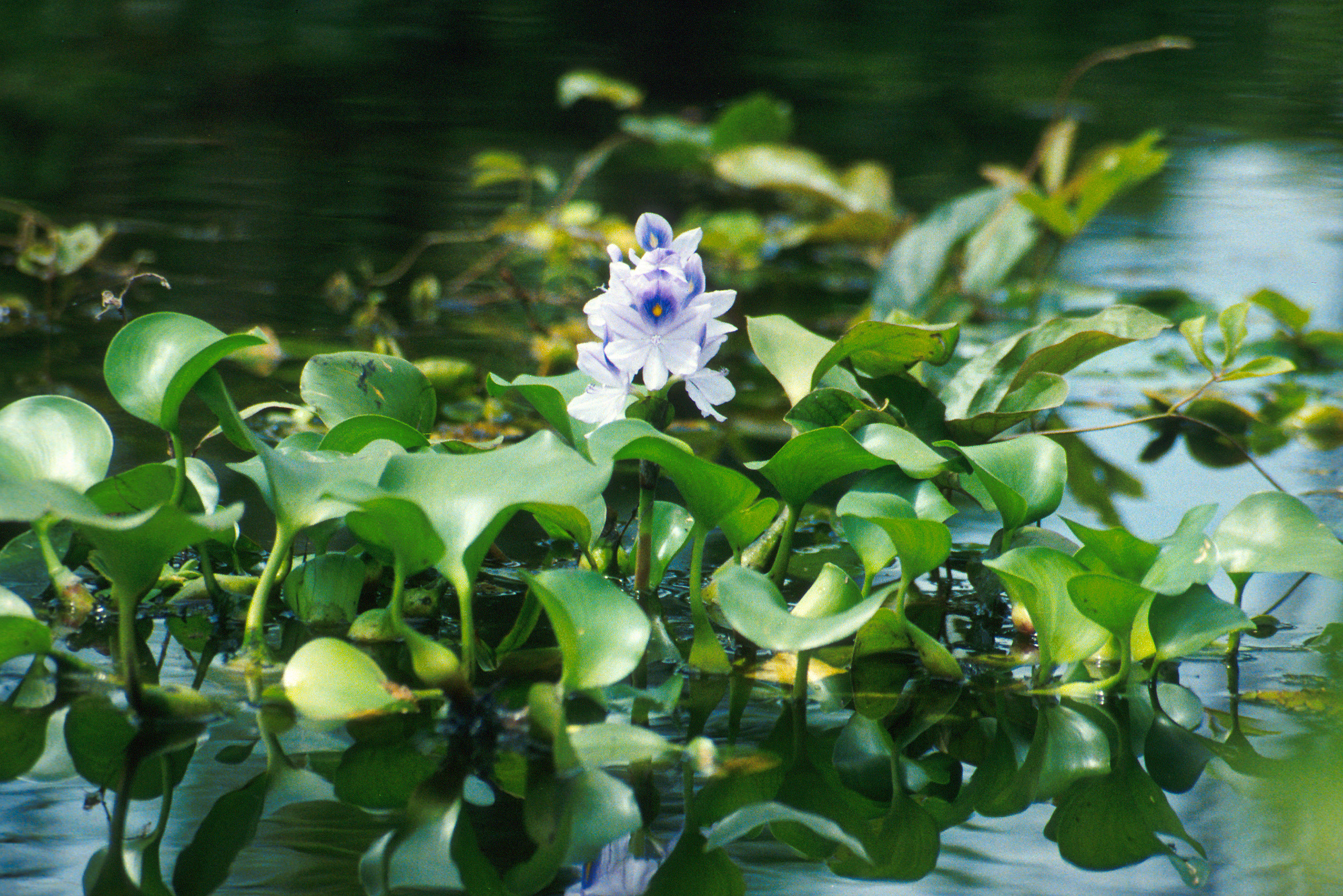
Jacint d'aigua

Durant diversos anys (1980 i 1990), el llac pateix una invasió massiva de jacint d'aigua (Eichornia crassipes), una planta aquàtica nadiua de l'Amèrica tropical. Aquesta planta està bloquejant el progrés dels vaixells, la pesca i dificulta la producció d'energia hidroelèctrica; contamina l'aigua potable i és la causa de la desaparició de la fauna salvatge en algunes zones. De fet, impedeix el pas de la llum, impedint el desenvolupament d'algues verdes que s'alimenten de determinades espècies de peixos, impedeix l'oxigenació de la superfície de l'aigua i la seva descomposició consumeix molt d'oxigen que ràpidament es converteix en el medi ambient anòxic.
Un programa per a l'erradicació de la planta està en marxa, amb la participació d'una recol·lecció de la planta i un intent d'introduir els corcs (Neochetina eichhorniae, Neochetina brushi) que s'alimenten de jacint d'aigua. El 1995, el 90% de la costa d'Uganda estava coberta per la planta, però la lluita contra la planta comença a donar els seus fruits. Si és possible assolir un equilibri, aquesta planta pot ser útil perquè és capaç de metabolitzar l'excés de fòsfor. A més, a causa del baix contingut d'oxigen en l'aigua en les seves arrels, es distància de la perca del Nil. Ens vam reunir amb les arrels de jacint d'aigua, els peixos d'aigua oberta a les espècies considerades extintes o en perill, menys exigent d'oxigen, que es troba un refugi allà. Però quan un passa a través de la densa vegetació, el medi ambient es converteix en anòxics i tota la vida desapareix.

## Ecologia i impacte social
El llac Victòria té un paper vital en la subsistència de milions de persones que viuen a les seves ribes, en una de les regions més densament poblades de la Terra. Sobretot degut al fet que en el llac hi ha una pesca abundant.
És també un ecosistema molt malalt. Durant els anys 50, es va introduir a l'ecosistema del llac la perca del Nil en un intent de millorar el rendiment de la pesca, però ha resultat ser-hi devastadora. De centenars d'espècies endèmiques moltes s'han extingit. A més a més els bons resultats inicials de captures de la perca del Nil han minvat dramàticament. Actualment està sobre explotada. Hi ha indicis que la població d'algunes espècies endèmiques s'està recuperant.
Un altre problema ecològic amb un desenllaç feliç ha estat la lluita contra l'enorme augment del jacint aquàtic (Eichhornia crassipes), originari de les regions tropicals d'Amèrica, el qual forma denses catifes de plantes provocant dificultats en la navegació, la pesca, la producció hidroelèctrica i en el proveïment d'aigua potable. El 1995 el 90% de la costa d'Uganda estava coberta per la planta. Amb el control mecànic i químic el problema semblava irresoluble, tanmateix la cria i alliberament al llac d'un insecte (Neochetina eichhorniae) que s'alimenta de la planta ha donat molt bons resultats.

## Història

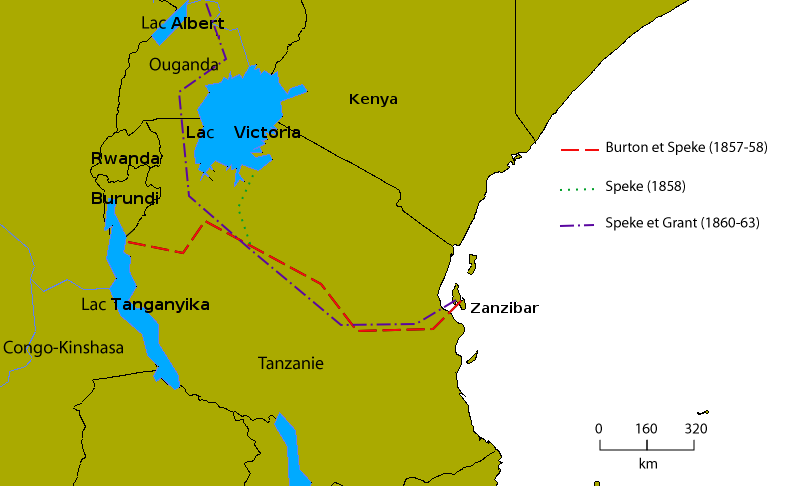
Descobriment europeu del llac Victòria per John Hanning Speke, el 1858.

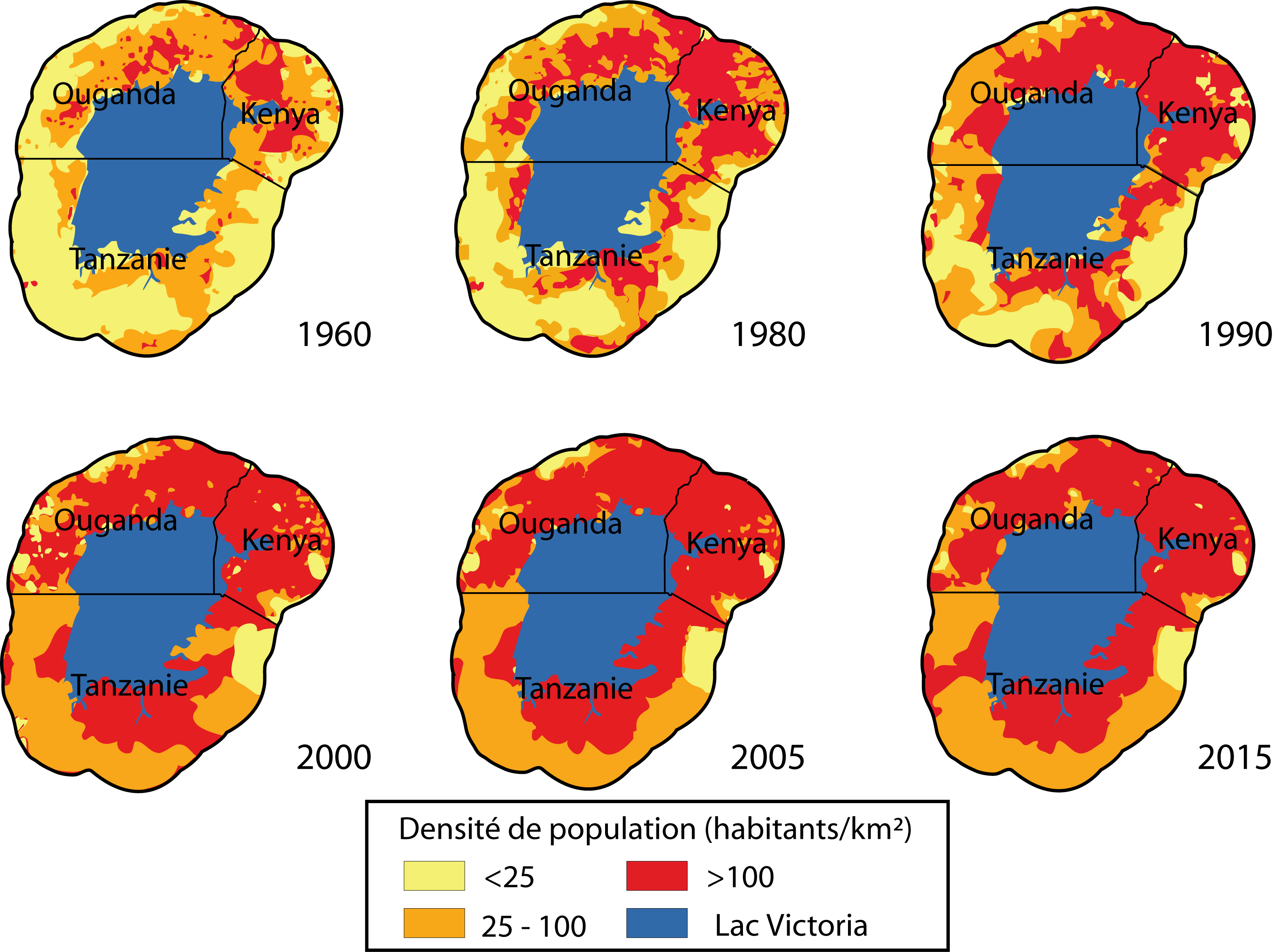
El llac Victòria, una zona densament poblada

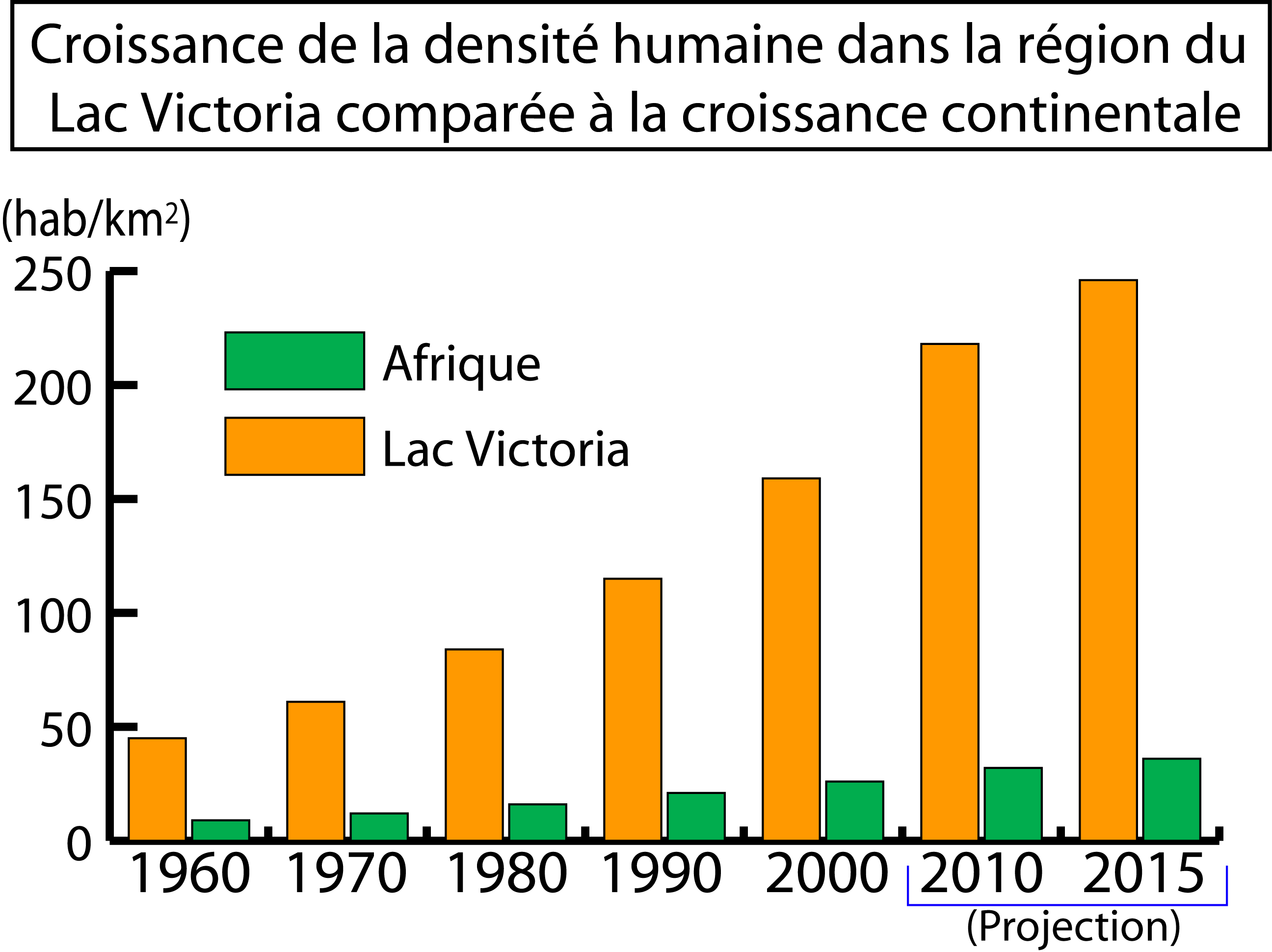
Densitat humana al llac Victòria

Els idiomes locals de la regió del llac Victòria.

El llac Victòria se situa dins l'àrea lingüística suahili

Els elements històrics que daten de l'època davant el descobriment del llac són difícils de rastrejar degut a la manca de fonts de les Escriptures. Podem comptar, per a l'estudi de la "foscor", en la recerca arqueològica, l'estudi de la genètica i lingüística dels ocupants actuals de la regió i pel que fa al període posterior al segle xvi, sobre el rastreig de les tradicions orals passat lacustre diferents regnes que s'han desenvolupat a partir d'aquell moment. La historiografia de la regió, ens parla sobre el punt d'inflexió ideològic i ètnic que han tingut en la història de la regió en la línia de fons amb bastant artificial distinció entre dos tipus de persones, ramaders Nilo-Hamitics oposats als agricultors bantus, amb conseqüències absolutament tràgiques que sabem pel que fa a Ruanda.

### Prehistòria
La palinologia prova que entre el segon i primer mil·lenni abans de Crist, arbres i canyes tenen la seva superfície inferior a l'herba. Aquest fet s'explica per l'acció combinada d'un clima d'assecatge es produeix en aquell moment i per l'acció humana [4]. Al començament de l'era cristiana, hi ha una intensa presència humana a les illes en els llacs i en la vall del Kagera. Aquesta població està associada a l'Edat del Ferro i es caracteritza per la producció d'un tipus de ceràmica Hoyuela va dir geomètriques bàsiques Urewe individus anomenats pel nom del lloc on va ser descobert en el costat kenyà del llac.

### Regnes interlacustres
La primera font d'informació escrita que coneixem del Llac Victòria ve dels comerciants àrabs de la costa oriental d'Àfrica a través de l'altiplà a la recerca d'or, vori i esclaus. A l'Idrissi és, en 1160, el primer que va elaborar un mapa del llac i el representant de la font del Nil. Començant en el segle xvi es desenvolupen a la regió dels Grans Llacs del centre de regnes, diversos es troben a la riba nord-oest del llac. El regne de Buganda, va encapçalar una llarga línia de governants absoluts Kabak anomenat, es van destacar dels altres regnes en el temps pel seu poder i van constituir la columna vertebral de l'actual Uganda.

### Descobriment i colonització europea
El llac va ser descobert pels europeus el 1858 quan l'explorador britànic John Hanning Speke va arribar a la riba sud del llac de Nyanza. Després va canviar el seu nom pel nom de la reina Victòria que regnava en aquell moment a Anglaterra i les seves colònies.
El Kabaka de Buganda, Muteesa, va donar la benvinguda als europeus i el 1890 va signar un acord amb la Companyia Britànica d'Àfrica Oriental guàrdia alemany dissenys en el seu regne. A partir de llavors va començar lentament un francès indirecte al nord del Llac Victòria, mentre que els alemanys liderats per Emin Pasha colonitzat el territori alemany de l'Àfrica oriental, incloent la part sud del llac conegut més tard com el nom de Tanganyika.
L'estany va ser l'escenari d'enfrontaments navals durant la Primera Guerra Mundial entre britànics i alemanys. L'alemany Vorbek General Lettow-qui va dirigir una guerrilla contra les forces efectives de l'Aliança (Alemanya, Bèlgica, Portugal, Regne Unit) va crear una petita força naval que es va desplegar en el llac. En resposta, els britànics venien a Anglaterra canoner desmantellat i transportat per ferrocarril fins al llac per prendre el control. El 17 de juliol de 1916, es capturaren dos vaixells de vapor en Nyanza alemany. Donada la disparitat de forces, els alemanys van haver de retirar-se de la zona.

## Demografia i navegació
El Llac Victòria està situat al cor d'una carena que correspon als assentaments actuals d'Àfrica altes d'Eritrea a Sud-àfrica a través de Ruanda i Malawi.
La seva perifèria densament poblada (246 hab./km²) contrast amb el buit que els éssers humans, pel que fa a la regió del Llac Victòria, corresponen a Occident a la conca del Congo i l'estepa de l'altiplà a l'est d'Àfrica Oriental.
La vora del llac és també una zona de contacte entre pobles de diferents grups lingüístics, d'una banda, els oradors de la família Nilo-sahariana que poblen el sud del Sudan, al nord de Kenya i Uganda, que és especialment al nord-est del llac (Luo, Kalenjin) i altres poblacions de les llengües bantu poblar tot el sud d'Àfrica i aconseguir a la zona del llac del seu límit septentrional (Ganda, sukuma, Soga, Luhya, etc.).
Els llacs dels voltants de la utilització de Swahili, les llengües de la família lingüística bantu vehicle. La majoria són cristians, catòlics i protestants.
Els ferries connecten els principals ports del llac Victòria: Kisumu, Mwanza, Bukoba, Entebbe, Port Bell i Jinja. Els primers van ser construïts a Anglaterra i posats en servei a principi del segle xx l'extensió de la línia ferroviària que uneix la ciutat costanera de Mombasa a Kenya a Kisumu al llac. Aquests transbordadors contribuir a l'obertura de la regió dels Grans Llacs. El 1996, un vaixell, l'MV Bukoba navegant entre Bukoba i Mwanza i la sobrecàrrega de passatgers es va enfonsar, causant la mort de centenars de persones.

## Filmografia
El Llac Victòria ha estat objecte d'un documental de 2004 El malson de Darwin, que s'ha distribuït àmpliament. El documental demostra les conseqüències de la disminució de la biodiversitat en el llac i el desenvolupament de la pesca industrial de perca del Nil. Aquesta pel·lícula és, d'acord amb el seu productor i director Hubert Sauper, una al·legoria de la globalització i les seves conseqüències.